# Dasymetopa luteipennis
Dasymetopa luteipennis är en tvåvingeart som beskrevs av Friedrich Georg Hendel 1909. Dasymetopa luteipennis ingår i släktet Dasymetopa och familjen fläckflugor.
Artens utbredningsområde är Peru. Inga underarter finns listade i Catalogue of Life.